# (1450) Raimonda
(1450) Raimonda es un asteroide que forma parte del cinturón de asteroides y fue descubierto por Yrjö Väisälä desde el observatorio de Iso-Heikkilä, Finlandia, el 20 de febrero de 1938.

## Designación y nombre
Raimonda fue designado al principio como 1938 DP.
Más adelante, a propuesta de Jean Meeus, se nombró en honor del astrónomo neerlandés Jean Jacques Raimond Jr. (1903-1961).

## Características orbitales
Raimonda está situado a una distancia media de 2,611 ua del Sol, pudiendo acercarse hasta 2,162 ua. Su inclinación orbital es 4,864° y la excentricidad 0,172. Emplea en completar una órbita alrededor del Sol 1541 días.